# Ernst Neger
Ernst Hugo Neger (Mainz, 14 januari 1909 – aldaar, 15 januari 1989) was een Duitse carnavals- en schlagerzanger.

## Jeugd
Ernst Neger leerde het beroep van dakdekker. In de jaren 1930 trad hij al op als zanger in de kroegen in Mainz, waar hij uiteindelijk werd ontdekt voor het carnaval.

## Carrière
In 1952 vertolkte hij het lied Heile, heile Gänsje van Martin Mundo en steeg daarmee in de hiërarchie van de Mainzer Fastnacht. Door het in 1955 opkomende tv-carnaval lukte het Neger ook om bij dit nieuwe medium door te breken. Samen met zijn tegenhanger Toni Hämmerle, was hij jarenlang de trekpleister van het tv-carnaval. Alleen al de première van het Humba Täterä (1964) zorgde voor een uur vertraging van de uitzending, omdat het publiek niet wilde bedaren.

## Privéleven en overlijden
Ter herinnering aan Toni Hämmerle stichtte Neger in 1970 in Ahlen/Westfalen het ponyhof met manege Pony-Station Toni Hämmerle, Stätte zur Gesundheitsförderung körperbehinderte Kinder, dat hij met zijn gage financieel ondersteunde. Ernst Neger overleed een dag na zijn 80e verjaardag na een langdurige ziekte in een ziekenhuis in Mainz. Ook na zijn dood is zijn reputatie legendarisch bij het Mainzer carnaval. De door hem vertolkte liedjes zijn alom bekend en worden tegenwoordig nog steeds ten gehore gebracht tijdens het carnaval.
In 2006 verscheen de door Hans Schaffner samengestelde cd Ernst Neger: Seine großen Erfolge met alle grote hits en veel bekende nummers.

## Voortzetting traditie
Zijn kleinkind Thomas zet zowel de dakdekkers- als de carnavalstraditie van de familie voort. Hij werd in 2010 vooral bekend met het carnavalslied Im Schatten des Doms, dat in 2012 bij een internetstemming van de SWR werd geplaatst op de 1e plaats van de Mainzer carnavalshits. Sinds 2009 zit Thomas in het gemeentebestuur van Mainz voor de CDU.

## Onderscheidingen
- 1975: Bundesverdienstkreuz am Bande
- ####: Ehrenring van de stad Mainz
- ####: Gutenbergbüste van de stad Mainz
- 1988: Verdienstorden des Landes Rheinland-Pfalz

## Discografie
- Heile, heile Gänsje
- Ich stemm' die Fleischwurst mit einer Hand
- Hier am Rhein geht die Sonne nicht unter
- Wir haben immer noch Durst
- Wolle mer noch 'emol?
- Das Humba-Täterä
- Das hab'n wir nicht, das gibt's nicht mehr
- Jean, bleib do
- Guck emol, wie der guckt ...
- Es war immer so
- Rucki Zucki (Melodie van "Good Night Ladies" en gecomponeerd door Sepp Gußmann
- Es gibt kein Bier auf Hawaii
- Ich bin ein grüner Witwer
- Ja, mer san mi'm Radl do
- Auf einmal ist man fünfzig
- Die Ballade von den verliebten Würsten ("Es war einmal ein wunderschöner Blunze")
- Wini Wini Wana Wana
- Wenn eine alte Scheune brennt
- Geb' Dem Kind Sein Nuddelche

- Gemeinsame Normdatei: 116906871
- International Standard Name Identifier: 0000 0000 1367 2448
- Library of Congress Control Number: no2007016330
- MusicBrainz: 34d33ee5-7097-4f28-b30d-b50b667c92e4
- Virtual International Authority File: 30299560
- WorldCat: E39PBJxhjvPbWYBGCXMxHdCPcP